# Ажуда-да-Бретанья
Ажуда-да-Бретанья (порт. Ajuda da Bretanha) — район (фрегезия) в Португалии, входит в округ Азорские острова. Расположен на острове Сан-Мигел. Является составной частью муниципалитета Понта-Делгада. Население составляет 762 человека. Занимает площадь 6,71 км².
Покровителем района считается Дева Мария (порт. Nossa Senhora dos Anjos).

## История
Район основан в 2002 году.